# キム・ギュチョル
キム・ギュチョル（1960年4月6日－）は大韓民国の俳優。血液型はB型。身長174cm。ソウル芸術大学演劇学科卒。
演劇舞台で俳優活動を始め、1993年、「風の丘を越えて/西便制」でスクリーンデビューする。大鐘賞新人男優賞を受賞。しかし、全体的には映画よりドラマの出演が圧倒的に多い。1999年にはドラマ「TV文学館～彼が歩くのを止めた時に」でKBS演技大賞優秀演技賞を受賞した。

## 出演

### テレビドラマ
- 宮廷女官キム尚宮（1995年、KBS）
- パパ（1996年、KBS）
- 折鶴（1998年-1999年、KBS）
- 真実のために（1998年、MBC）
- 新TV文学館〜彼が歩くのを止めた時に（1999年、KBS）
- クッキ 〜菊熙〜（1999年、MBC）
- インビテーション（1999年、KBS）
- おいしいプロポーズ（2001年、MBC）
- ストック（2001年、KBS）
- 太陽の誘惑（2002年、KBS）
- 君に出会ってから（2002年、MBC）
- Loving you（2002年、KBS）
- あの青い草原の上で（2003年、KBS）
- 武人時代（2003年-2004年、KBS）
- 酒の国（2003年、SBS）
- ローズマリー（2003年、KBS）
- 不滅の李舜臣（2004年-2005年、KBS）
- ラブホリック（2005年、KBS）
- 危険な愛（2005年、KBS）
- 復活（2005年、KBS）
- 不良家族（2006年、SBS）
- 大祚榮（2006年-2007年、KBS）
- 逃亡者イ・ドゥヨン（2006年、KBS）
- 魔王（2007年、KBS）
- 揺れないで（2008年、MBC）
- 必殺! 最強チル（2008年、KBS)
- 風の国（2008年-2009年、KBS）
- パートナー（2009年、KBS）
- 熱血商売人（2009年、KBS）
- 星をとって（2010年、SBS）
- キム・マンドク〜美しき伝説の商人（2010年、KBS）
- ジャイアント（2010年、SBS）
- 九尾狐伝（2010年、KBS）
- ミヘギョル～知られざる朝鮮王朝（2010年、tvN）
- 自由人イ･フェヨン（2010年、KBS）
- 秘密妓房アンシンジョン（2010年-2011年、Echannel）
- プレジデント（2010年-2011年、KBS）
- 強力班（2011年、KBS）
- イケメンアイドル☆ビッグヒート（2011年、Echannel）
- 童顔美女（2011年、KBS）
- 広開土太王（2011年-2012年、KBS）
- インス大妃（2011年-2012年、JTBC)
- パダムパダム〜彼と彼女の心拍音〜（2011年-2012年、JTBC）
- 天地人（2011年-2012年、JTBC）
- 愛もお金になりますか?（2012年、MBN）
- 愛よ、愛（2012年-2013年、KBS）
- メイクイーン（2012年、MBC）
- その冬、風が吹く（2013年、SBS）
- 花たちの戦い～宮廷残酷史～（2013年、JTBC）
- サメ～愛の黙示録～（2013年、KBS）
- ゴールデンクロス〜愛と欲望の帝国〜（2014年、KBS）
- シークレット・ラブ（2014年、DRAMAcube）
- 軍師リュ・ソンリョン（2015年、KBS）
- アイアンマン～君を抱きしめたい（2014年、KBS）
- 失踪ノワールM（2015年、OCN）
- 君を憶えてる（2015年、KBS）
- 客主〜商売の神〜（2015年-2016年、KBS）
- あの空に太陽が（2016年、KBS）
- ショッピング王ルイ（2016年、MBC）
- 完璧な妻（2017年、KBS）
- マンホール～不思議な国のピル～（2017年、KBS）
- たった一人の私の味方（2018年、KBS）
- ザ・バンカー（2019年、MBC）
- 花道だけ歩きましょう（2019年-2020年、KBS）

### 映画
- 風の丘を越えて/西便制
- 正しく生きよう